# Dmitrijewka (sielsowiet Mrakowo)
Dmitrijewka (ros. Дмитриевка) – wieś (dieriewnia) w Rosji, w Baszkortostanie, w rejonie gafurijskim. W 2010 liczyła 67 mieszkańców.